# Лотте Бранд Філіп

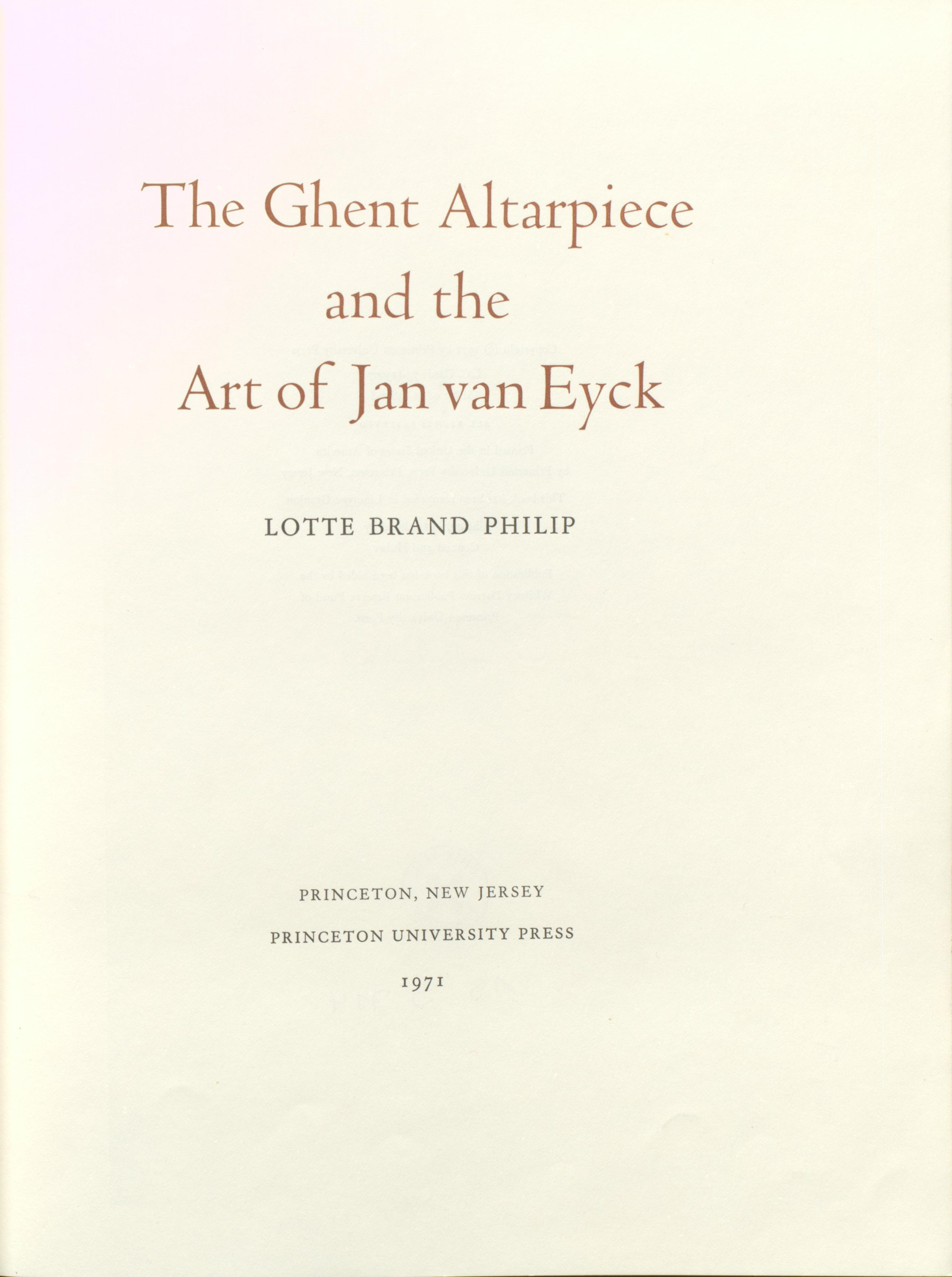
Дослідження Гентського вівтаря (1971)

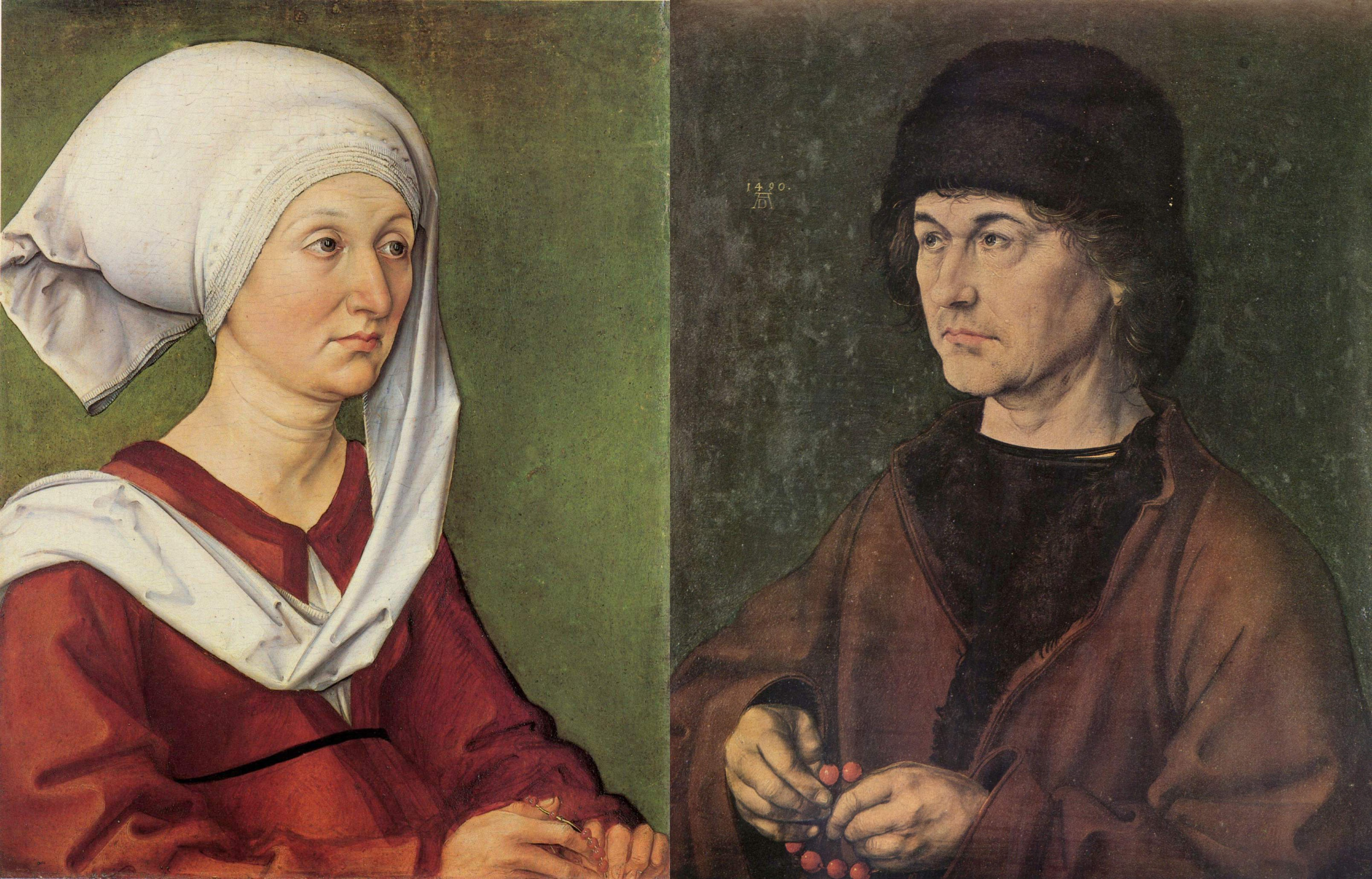
Альбрехт Дюрер, портрети батька і матері, фотомонтаж диптиха

Лотте Бранд Філіп (нім. Lotte Brand Philip; 27 травня 1910, Альтона, Гамбург — 2 травня 1986, Нью-Йорк) — німецько-американська мистецтвознавиця. Професорка Квінс-Коледжу Міського університету Нью-Йорка. Експертка з нідерландського мистецтва XIV—XV століть, учениця Ервіна Панофскі.

## Біографія
Лотте Йоганна Фредеріке Бранд народилася 1901 року в родині судновласника Фрідріха Вільгельма Бранда та Анни Маюд. Батько помер 1913 року і мати взяла на себе керівництво судноплавною компанією. Анна Маюд була вбита нацистами в Терезієнштадтському гетто..
Бранд вивчала історію мистецтв, археологію й історію в Мюнхенському технічному університеті, в Гайдельберзькому університеті, а також у Ервіна Панофскі в Гамбурзькому університеті. 1937 року в Університеті Фрайбурга вона захистила дисертацію про «Вівтар Трьох Королів» Штефана Лохнера.
1938 року за посередництвом Отто Ферстера Лотте Бранд пройшла волонтаріат в Музей Вальрафа-Ріхарца, а з 1940 року працювала в Кельнському мистецькому товаристві. Оскільки через своє єврейське походження вона зазнавала утисків від націонал-соціалістичної влади, то 1941 року Лотте Бранд вступила у фіктивний шлюб з гамбурзьким юристом Гербертом Філіпом (1909—1988), обоє змогли різними шляхами емігрувати до США, де відразу розв'язали свій шлюб. Лотте Бранд потрапила до США 1941 року на японському судні «Хірава Мару», яке перевозило емігрантів.
У Провіденсі вона влаштувалася на фабрику прикрас і згодом піднялася там до дизайнерки прикрас для одягу.. З 1953 року вона частково повернулася до наукової роботи й 1955 року опублікувала монографію про Ієроніма Босха. 1957 року, за сприяння Вільяма Гекшера вона одержала однорічну гостюву доцентуру в Нідерландах. 1959/60 роках вона викладала курс про Іжроніма Босха в Коледж Брін Мар та в НОвій школі соіальних досліджень у Нью-Йорку. 1960 року вона одержала посаду доцентки в Нью-Йоркському університеті й з 1961 року почала свою 25-річну кар'єру викладачки цього університету, з 1969 року вона стала професоркою, а з 1980 року емеритованою професоркою в Квінс Коледж Нью-Йоркського університету .
1970 року вона одружилася з мистецтвознавцем Отто Ферстером (1894—1975).
Бранд Філіп досліджувала життя і творчість таких художникі, як Ян ван Ейк, Альбрехт Дюрер та Ієронім Босх. Порівнюючи портрет батька Дюрера, який зберігається в Уффіці, з анонімним жіночим портретом в Німецькому національному музеї, вона зрозуміла, що анонімний портрет насправді є портретом матері Дюрера, створеним Альбрехтом Дюрером в той самий час, що й портрет батька.

## Вибрані праці
- 1938. «Stephan Lochners Hochaltar von St. Katharinen zu Köln.» University of Freiburg.
- 1953. Heironymus Bosch. Abrams Art Books. New York: Harry N. Abrams. (1956: Portfolio edition, 1970: Expanded edition)
- 1955. «The Prado 'Epiphany' by Jerome Bosch.» Art Bulletin, XXXV
- 1958. «The Peddler by Hieronymus Bosch, a Study in Detection.» Nederlands Kunsthistorisch Jaarboek 9, p. 1–81
- 1959. «Eine kölnische Kreuzigung im Historischen Museum Basel.» Wallraf-Richartz Jahrbuch, XXI, p. 223–226
- 1967. «Raum und Zeit in der Verkündigung des Genter Altares.» Wallraf-Richartz Jahrbuch, XXIX, p. 62–104
- 1971. The Ghent Altarpiece and the Art of Jan van Eyck. Princeton, NJ: Princeton University Press
- 1978—1979 with Fedja Anzelewsky. «The Portrait Diptych of Dürer's Parents.» Simiolus: Netherlands Quarterly for the History of Art, Vol. 10, No. 1, p. 5–18
- 1981. «Das neu entdeckte Bildnis von Dürers Mutter.» Renaissance Vorträge (Stadt Nürnberg Stadtgeschichtliche Museen), VII, p. 3–33.